# Асано (род)
Род Асано (яп. 浅野氏, あさのし) — японский самурайский род периодов Сэнгоку и Эдо.

## История
По родовым преданиям Асано были боковой ветвью самурайского рода Токи, потомков Минамото-но Ёримицу из династии Сэйва Гэндзи. Их родиной называют или село Асано уезда Нива провинции Овари, или село Асано уезда Токи провинции Мино.
Первые упоминания про Асано датируются XIV веком, когда правнук Токи Мицунобу, Токи Мицутоки, называл себя «Асано Дзиро». Его считают патриархом рода Асано. Однако связь этого самурая с Асано Нагакацу, воином XVI века и продолжателем рода, неизвестна.
Асано Нагакацу служил лучником у Оды Нобунаги. Он был женат на дочери Сугихары Иэтоси, Фуку, и не имел родных детей. Поэтому пара усыновила Ясуи Нагаёси, сына сестры Нагакацу и Ясуи Сигэцугу, который потом сменил имя на Асано Нагамаса. Также они удочерили двух племянниц Фуку, Нэнэ и Яю. Впоследствии Нэнэ стала главной женой Тоётоми Хидэёси, будущего объединителя Японии.
Яя вышла замуж за своего сводного брата, Асано Нагамасу, который стал следующим главой рода Асано и служил, как и его отец, лучником у Нобунаги. Однако вскоре по приказу своего хозяина он был переведён под команду Хидэёси и в 1573 году получил от него годовую плату в размере 120 коку риса. В 1582 году Нагамаса был назначен владельцем замка Сакамото в провинции Оми, а в 1587 году — владельцем замка Обама в провинции Вакаса. В 1593 году, благодаря своим подвигам и семейным связям, Асано получил от Хидэёси удел в 220 тысяч коку с центром в замке Футю провинции Каи.
В 1598 году, перед смертью сюзерена, Нагамаса был включён в Совет пяти надзирателей, органа главных администраторов рода Тоётоми, а в 1600 году принял участие в битве при Сэкигахара на стороне восточной коалиции под командованием Токугавы Иэясу.
После утверждения сёгуната Токугава, старший сын Нагамасы, Асано Ёсинага, за поддержку сил Токугавы в бою при Сэкигахара получил от сёгуна провинцию Кии с центром в замке Вакаяма и с доходом в размере 370 650 коку.
Его власть унаследовал младший брат, Асано Нагаакира, который в 1619 году был переведён центральной властью в Хиросиму в провинции Аки. Нагакира превратил эти земли в оплот рода Асано. Его потомки руководили Хиросимой до 1869 года.
Третий сын Асано Нагамасы, Асано Нагасигэ, получил в управление Ако-хан с доходом в 53 000 коку в провинции Харима. С этой ветвью Асано связан инцидент с ронинами Ако, которые стали образцом самурайской преданности и чести в Японии.
Асано руководили также в Миёси-хане и Хиросима-Синдэн-хане, дочерних ханах Хиросимы.

## Главы рода Асано

### Хиросима-хан
| №  | На русском языке | На японском языке | Камон | Статус  | Период      | Доход   |
| -- | ---------------- | ----------------- | ----- | ------- | ----------- | ------- |
| 1  | Асано Нагаакира  | 浅野長晟          |       | тодзама | 1619 — 1632 | 426 000 |
| 2  | Асано Мицуакира  | 浅野光晟          |       | тодзама | 1632 — 1672 | 376 000 |
| 3  | Асано Цунаакира  | 浅野綱晟          |       | тодзама | 1672 — 1673 | 376 000 |
| 4  | Асано Цунанага   | 浅野綱長          |       | тодзама | 1673 — 1708 | 376 000 |
| 5  | Асано Ёсинага    | 浅野吉長          |       | тодзама | 1708 — 1752 | 426 000 |
| 6  | Асано Мунэцунэ   | 浅野宗恒          |       | тодзама | 1752 — 1763 | 426 000 |
| 7  | Асано Сигэакира  | 浅野重晟          |       | тодзама | 1763 — 1799 | 426 000 |
| 8  | Асано Нариката   | 浅野斉賢          |       | тодзама | 1799 — 1830 | 426 000 |
| 9  | Асано Наритака   | 浅野斉粛          |       | тодзама | 1831 — 1858 | 426 000 |
| 10 | Асано Ёситэру    | 浅野慶熾          |       | тодзама | 1858        | 426 000 |
| 11 | Асано Нагамити   | 浅野長訓          |       | тодзама | 1858 — 1869 | 426 000 |
| 12 | Асано Нагакото   | 浅野長勲          |       | тодзама | 1869        | 426 000 |